# David Pérez Rapu
David Pérez Rapu (Trinidad, Bolivia) es un economista y político boliviano. Fue el viceministro de autonomías de Bolivia desde el 14 de noviembre de 2020 hasta el 14 de mayo de 2021 durante el gobierno del presidente Luis Arce Catacora.

## Biografía
Nació en el Departamento del Beni dentro de una familia indígena del pueblo mojeño trinitario. Continuó con sus estudios superiores, ingresando a la carrera de economía de Universidad Mayor de San Simón (UMSS) de la ciudad de Cochabamba. Posteriormente realizó estudios de posgrado obteniendo un diplomado en autonomías otorgado por la Comunidad Autónoma de Madrid, AMIBE, CIGOB.
Trabajó también en el área de dirección estratégica, gerenciamiento y gestión de programas, proyectos de desarrollo y desarrollo organizacional, labor que ejerció tanto en organizaciones públicas como privadas.
Fue impulsor y defensor de los derechos de los pueblos indígenas de tierras bajas, participando de la marcha por la Asamblea Constituyente. Durante su vida laboral, Pérez Rapu fue el presidente de la Central de Comunidades Indígenas del Pueblo Indígena Mojeño (CCIPIM), Secretario de Autonomía y Democracia Comunitaria de la Coordinadora de Pueblos Étnicos de Santa Cruz (CPESC), Secretario de Gestión Territorial Indígena y Recursos Naturales de la Confederación de Pueblos Indígenas de Bolivia (CIDOB), entre otros.
Se desempeñó también en el cargo de asambleísta departamental en la Asamblea Legislativa departamental de Santa Cruz en representación del pueblo mojeño.

### Viceministro de Autonomías de Bolivia (2020-2021)
El 24 de noviembre de 2020, la ministra de la presidencia de Bolivia María Nela Prada posesionó al economista David Pérez Rapu como el nuevo Viceministro de Autonomías. Estuvo en dicho cargo   por algo más de 5 meses, cuando decidió renunciar el 13 de mayo de 2021.
Al día siguiente, Pérez Rapu fue reemplazado por el tarijeño Álvaro Ruiz García.